# The Acolytes Protection Agency
The Acolytes Protection Agency (APA) a fost o echipă de wrestleri profesioniști formată din Bradshaw (John Layfield) și Faarooq (Ron Simmons). Au lucrat pentru companii americane precum World Wrestling Federation/Entertainment (WWF/E) într-e octombrie 1998 și martie 2004.
Înainte de a forma APA, Farooq și Bradshaw au fost cunoscuți ca Hell's Henchmen iar posterior au făcut parte din Ministry of Darkness a lui The Undertaker ca The Acolytes. Ca The Acolytes au câștigat de douo ori campionatele World Tag Team Championship în 1999, în timp ce au avut rivalități cu X-Pac și Kane și The Hardy Boyz. După ce și-au schimbat numele în Acolytes Protection Agency în 2000, au fost gardienii a altor luptători și au câștigat un al treilea campionat pe echipe în 2001.
În 2002, echipa s-a separat după ce Farooq a fost trimis la SmackDown! și Bradshaw la Raw. Ca wrestler în solitar, Bradshaw a avut o extensă carieră în wrestlingul hardcore, câștigând campionatul WWE Hardcore Championship de 17 ori. După un timp, duo-ul s-a reunit în Ohio Valley Wrestling și mai târziu în SmackDown! în 2003. Echipa s-a separat din nou în 2004 după ce Simmons a fost eliberat de contractul său cu WWE și Bradshaw și-a continuat carieră în solitar până în 2009.

## Titluri și premii
- Memphis Championship Wrestling
  - MCW Southern Tag Team Championship (1 dată)[1]
- Ohio Valley Wrestling
  - OVW Southern Tag Team Championship (1 dată)
- World Wrestling Federation/World Wrestling Entertainment
  - WWF European Championship (1 dată) – Bradshaw
  - WWE Hardcore Championship (17 ori) – Bradshaw
  - WWF Tag Team Championship (3 ori)
  - WWE Hall of Fame (Clasa din 2012) – Ron Simmons/Faarooq